# Leichtverpackung
Als Leichtverpackung (auch Leichtstoffverpackung), abgekürzt LVP, wird diejenige Abfallfraktion bezeichnet, die im Rahmen des Dualen Systems bundesweit getrennt gesammelt und in der Regel in gelben Abfallbehältern (Gelber Sack) zur Abholung bereitgestellt wird, um zu Sekundärrohstoffen aufgearbeitet zu werden. 
Leichtverpackungen bestehen meist aus Kunststoffen, Papier und Aluminium oder Weißblech. Insbesondere Papier, Kunststoffe und Aluminiumfolie werden auch in Form von Verbundstoffen eingesetzt (Getränkekartons, Tetrapak). Papier wird häufig imprägniert oder beschichtet. Aluminium und Weißblech werden meist durch eine Lackierung geschützt. Papier und Pappe dienen häufig als zusätzliche Umverpackung oder als stabilisierende Hülle von dünnen Kunststoffbechern.
Bis zum Ende der Monopol-Stellung 2003 wurde Der Grüne Punkt zur Kennzeichnung der Leichtverpackungen genutzt, die zur Verwertung im Rahmen des Dualen Systems vorgesehen waren. Seit 2009 besteht keine Kennzeichnungspflicht mehr, da alle an den privaten Endverbraucher gerichteten Verkaufsverpackungen am Dualen System teilnehmen müssen. 